# Kostel svatého Benedikta (Praha)
Kostel svatého Benedikta stojí na jihozápadní straně Hradčanského náměstí u Radničních schodů, v Praze 1 – Hradčanech. V současnosti slouží  s přilehlým klášterem bosých karmelitánů „Fortna“. Kostel s klášterem je chráněn jako kulturní památka České republiky.

## Historie

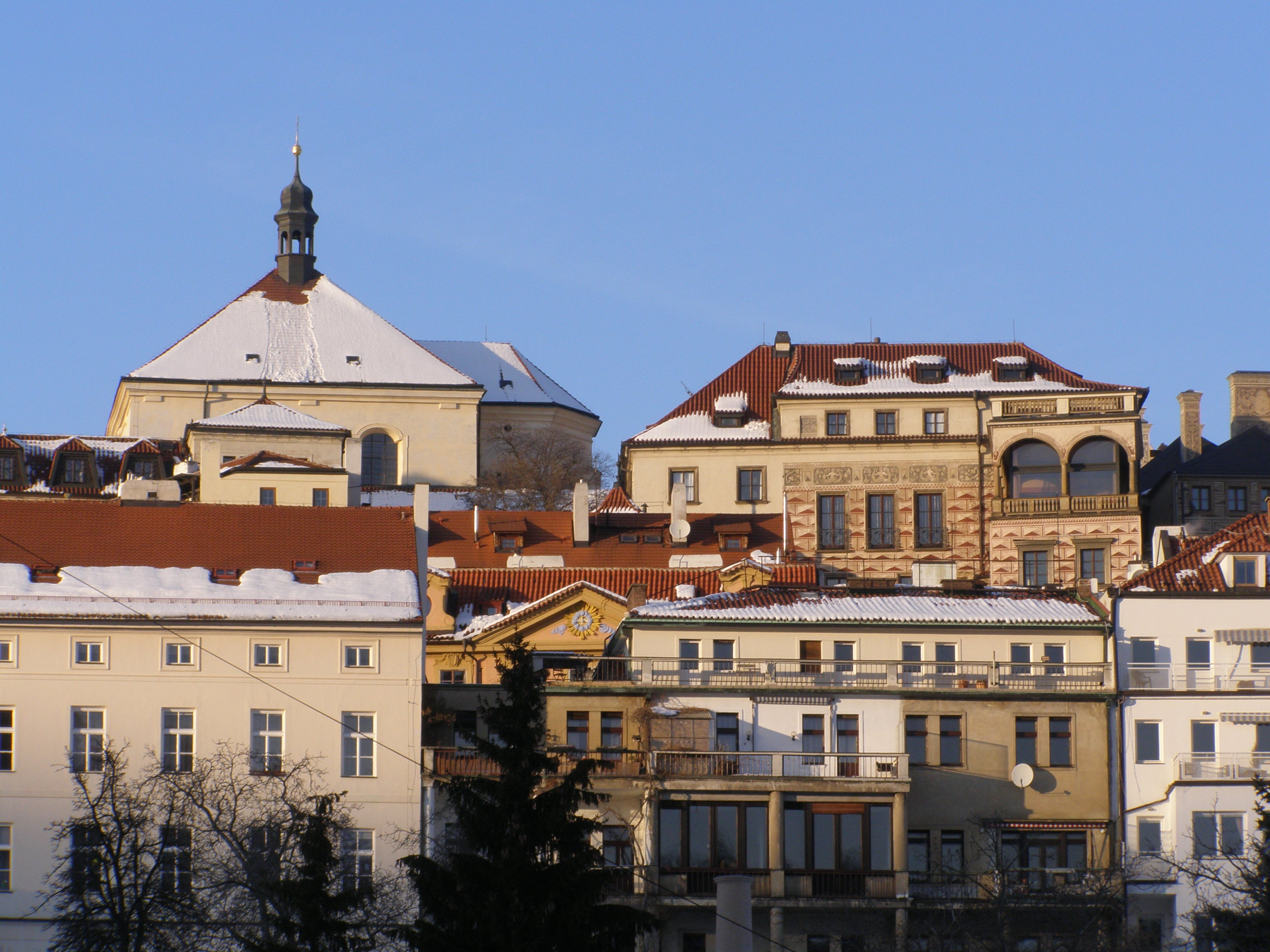
Kostel svatého Benedikta (vlevo) s klášterem-Karmelem (vpravo)

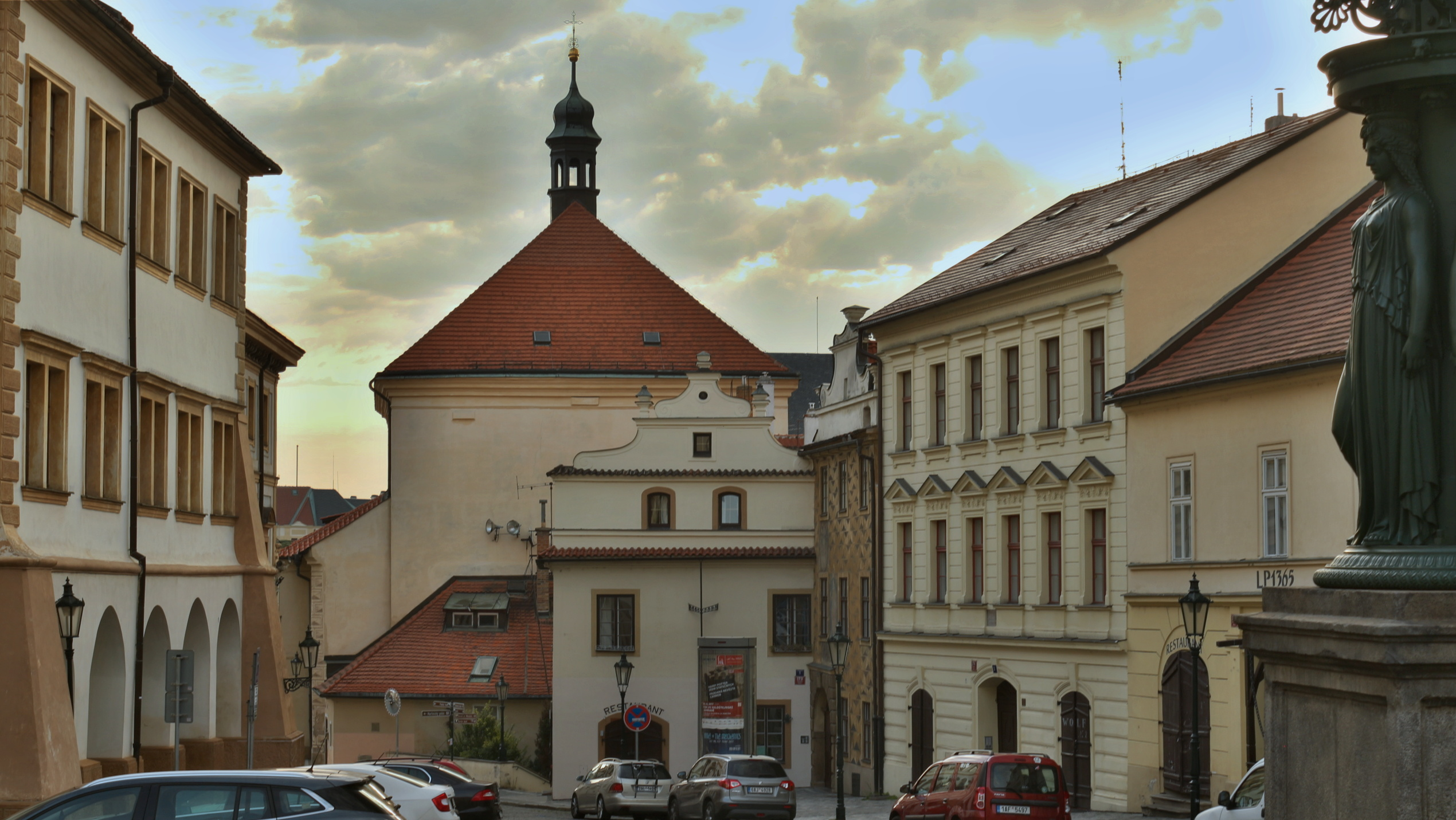
Kostel svatého Benedikta od západu

Chrám byl postaven na volném prostranství jako farní kostel města Hradčany, krátce po založení města v první polovině 14. století. Poprvé je písemně zmíněný v roce 1353, v roce 1377 byl kolem něj zaznamenán hřbitov, proti němu stála farní budova čp. 173/IV a brána. Není doloženo, v jakém stavu přečkal husitské války. Podle letopočtu 1494, vytesaného dosud nad portálem ve vstupní síňce, došlo k nějakým stavebním úpravám. Nejstarší vyobrazení této gotické stavby pochází z roku 1494. Při velkém požáru Hradčan a Malé Strany v červnu roku 1541 kostel vyhořel a následně byl opraven přičiněním kamenického cechu, který si již roku 1542 v oltáře zřídil cechovní oltář Panny Marie, sv. Barbory, sv. Kateřiny, Čtyř svatých korunovaných hlav a sv. Kříže.   V roce 1577 dal měšťan Šimon Hahule, jehož domek na východní straně sousedil s kostelem, na vlastní náklady podezdít přilehlou kostelní zeď, která údajně neměla základy. Náhradou za zazdění malého okénka  dal poté zřídit nové velké okno se sklem a mříží. Kostel byl údajně roku 1595 znovu opraven a přistavěna k němu nová zvonice. Nato v roce 1619 opět vyhořel. Velkou opravu dokončili barnabité, kterým kostel daroval císař Ferdinand II. roku 1627. Ti zde v 50. a 60. letech 17. století postavili svou kolej, pro jejíž rozšíření přikoupili sousední dům Hasištejnských z Lobkowicz. Záměr na rozšíření kostela však neuskutečnili a jejich řád byl roku 1786 zrušen. Kostel pak šest let sloužil správě pražského arcibiskupství jako sklad mobiliáře ze zrušených klášterů. 

### 1792–1950
Císař Leopold II. roku 1792 věnoval budovy klášteru bosých karmelitek, usazených původně při kostele sv. Josefa na Malé Straně. Zakladatelkou a první převorkou tohoto kláštera karmelitek byla Marie Elekta od Ježíše (1605–1663). Její tělo bylo po smrti v rakvi pohřbeno, její hrob pro domnělé zázraky roku 1666 otevřen a tělo nalezeno neporušené v mumifikované podobě. Bylo proto vyzvednuto, ozdobeno korunou, křížem, novým hábitem a uctíváno. Po zrušení malostranského kláštera byla roku 1782 ctihodná Elekta na nosítkách odnesena do nového působiště sester v Pohledu. Odtamtud se po přestěhování karmelitek na Hradčany vrátila po renovaci kostela sv. Benedikta v roce 1812. Zde bylo tělo sedící převorky vystaveno  vedle hlavního oltáře ve zvláštním výklenku, krytém mříží. Úctu mu přišla opakovaně vzdát mimo jiné císařovna Marie Anna Savojská a navštívila je i francouzská císařovna Marie Luisa Habsbursko-Lotrinská. V roce 1950 byl klášter zrušen, jeho objekty komunisty násilně vyklizeny a řeholní sestry si musely najít civilní povolání. Nebylo jim dovoleno tělo Marie Elekty přemístit, mumie zůstala v kostele a dělníci jenom obezdili výklenek za hlavním oltářem.

### 1992–2020
Po pádu komunismu zažádaly karmelitky o vrácení kláštera, to se stalo a v roce 1992 se řádové sestry přestěhovaly z Jiřetína na Hradčany, kde ale nezůstaly. V roce 2018 si zakoupily pozemky s usedlostí v Drastech a z Hradčan odešly. Na jaře roku 2021 přemístily do Drastů i tělo Marie Elekty.

### Současnost
Od jara 2020 v areálu sídlí bosí karmelitáni, kteří pod vedením převora od Panny Marie Vítězné vytvořili klášter Fortna - otevřený široké veřejnosti. Kostel sv. Benedikta je pravidelně otevřený všem návštěvníkům, k prohlídce, modlitbě nebo tichému rozjímání, klášter od úterý do čtvrtka nebo při zvláštních příležitostech a programu. Pravidelně se v klášteře konají meditační workshopy, setkání a další akce.

## Architektura
Podle stavebně historického průzkumu Františka Kašičky obvodové zdivo kostela na přibližně čtvercovém půdorysu s pětibokým závěrem náleží ke gotické stavbě, nelze však po pozdějších přestavbách rozlišit její dvě etapy. Podle půdorysu by vyhovovalo původní sklenutí chrámové lodi na střední sloup, podobně jako u kostela Panny Marie Na Slupi, nelze však vyloučit ani trojlodí. Z dalších stavebních etap lze vysledovat až pozdně renesanční úpravy po roce 1619, kdy byl kostel nově zaklenut, znovu obezděn, zazděna původní okna a nahrazena většími a ve větší výše. Prostory přiléhají ke kostelu z jižní a severní strany, náleží k barokní stavbě koleje barnabitů, která probíhala v několika etapách.   Pozdější stavební zásahy byly pouze dílčí.
Kostel má v souřčasnosti nad lodí vztyčenou stanovou střeechu se sanktusovou věžičkou s cibulovou bání. Presbytář kryje nižší střecha sedlová. Vstupní prostory kostela využívají díl přilehlé stavby bývalé koleje barnabitů, také sakristie při jihozápadní straně kostela z ní byla vydělena. Průčelí vstupního traktu do Hradčanského náměstí bylo rekonstruováno v letech 1958–1960. Za raně barokním portálem jsou v klenuté předsíni cenná, oboustranně malovaná vrata s malbou svatých patronů barnabitů a v nadpraží vytesaný letopočet 1655. 

## Interiér

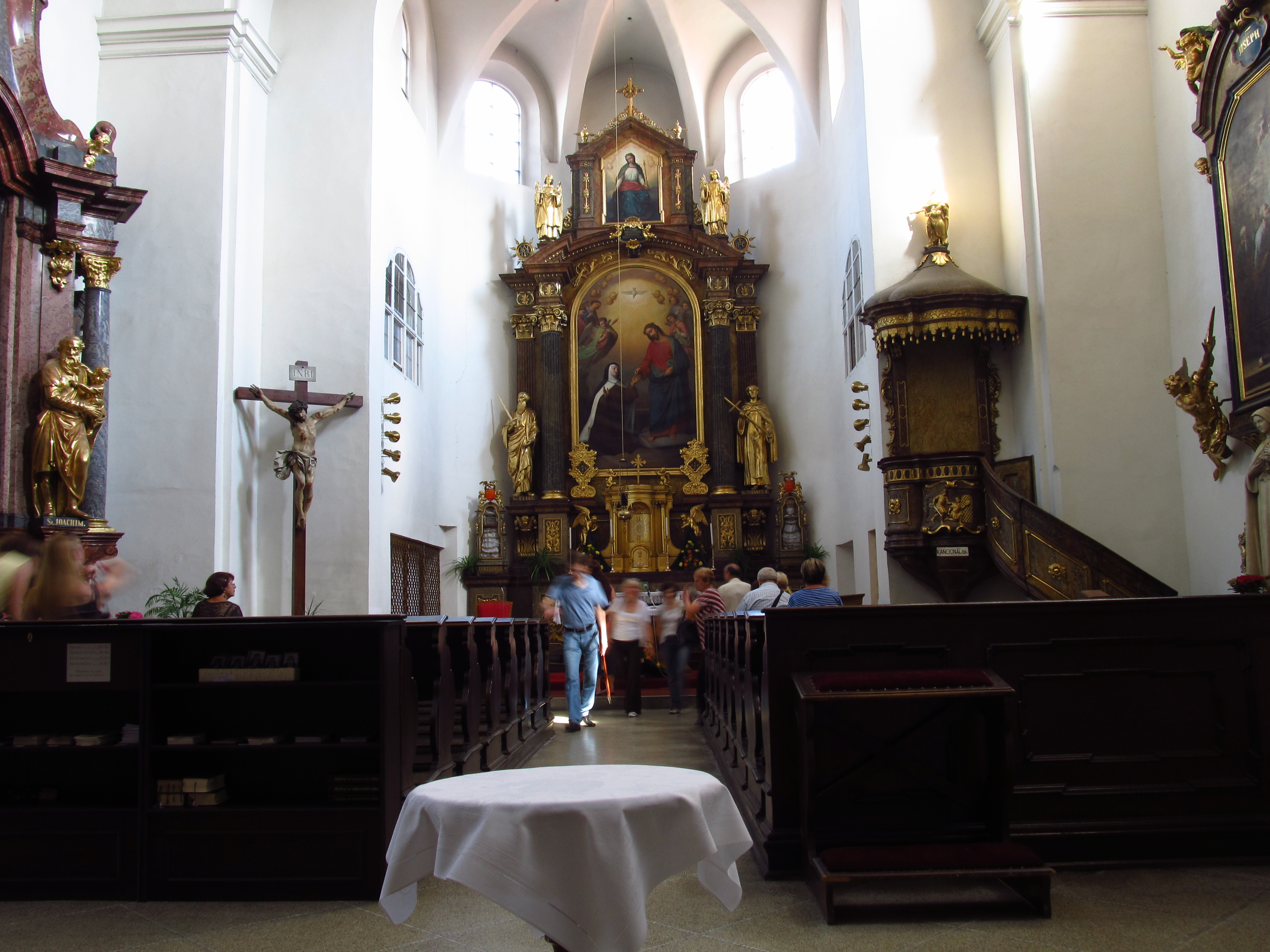
Pohled k hlavnímu oltáři

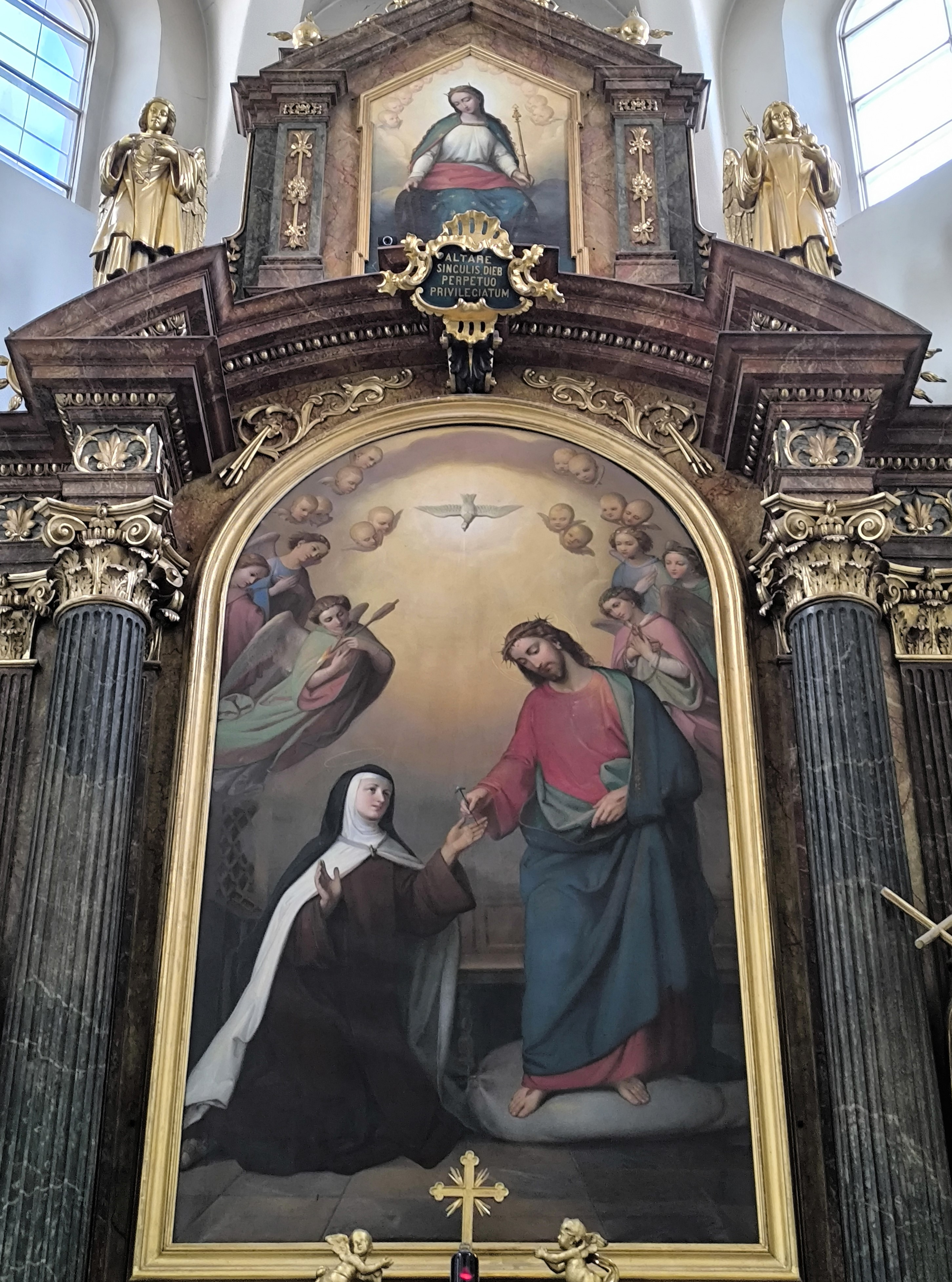
Oltářní obraz sv. Terezie z Ávily, Josef Hellich (1861)

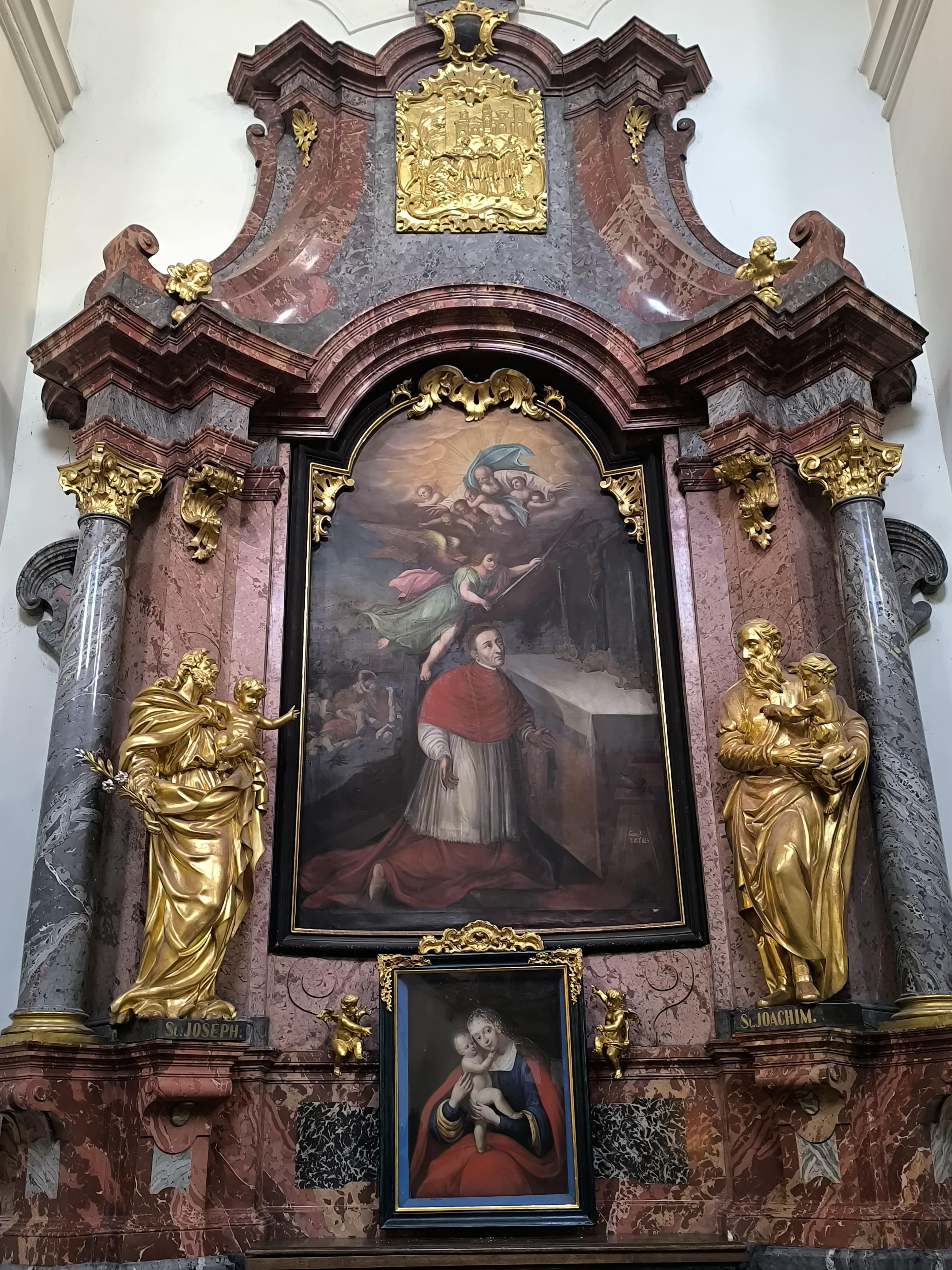
Oltář sv. Karla Boromejského a Panny Marie Pomocné

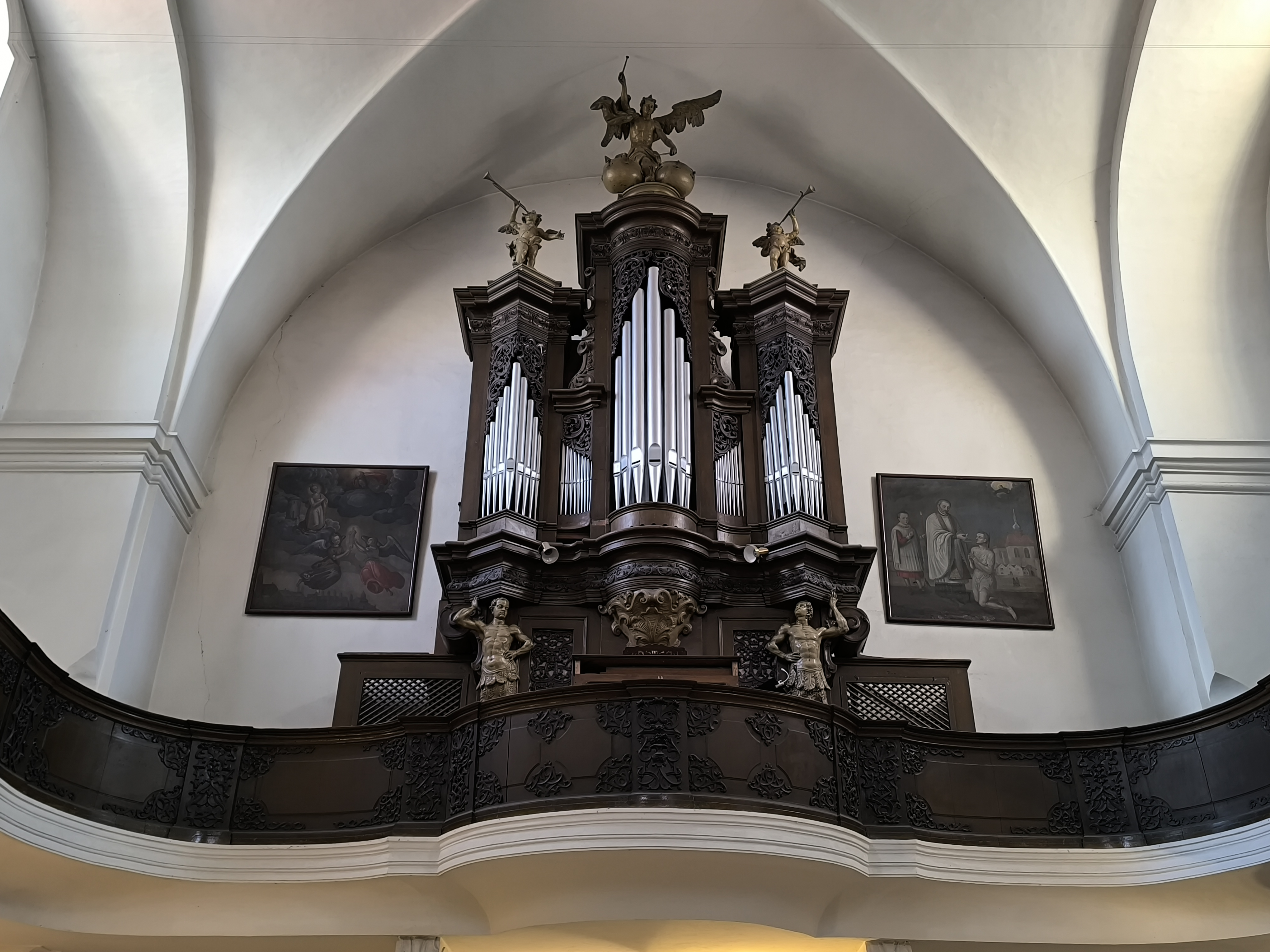
Kruchta

- Hlavní oltář sv. Terezie z Ávily má barokní sloupovou architekturu, je v něm vsazen obraz Extáze svaté Terezie z Ávily, která od Krista přijímá hřeb z jeho kříže, malba Josefa Hellicha z roku 1863. V nástavci je menší obraz Panny Marie Sněžné (Karmelské) se škapulířem v pravici, pravděpodobně rovněž Hellichův. Po stranách stojí barokní zlacené sochy karmelitánských patronů sv. Jana od kříže a proroka Eliáše. Ve stěnách presbytáře jsou v patře prolomena dvě okna empor, jedna sloužilo při bohoslužbách karmelitkám, druhá šlechtickým účastníkům.
- Oltář sv. Karla Boromejského na severní straně lodi má hlavní obraz Karla Boromejského, klečícího u oltáře v modlitbě za odvrácení moru, jehož oběti jsou vylíčeny v pozadí. Na predele je kopie obrazu pasovské Panny Marie pomocné. Po stranách oltáře stojí barokní sochy sv. Josefa s dítětem ježíšem a sv. Jáchyma s dítětem Pannou Marií
- Oltář sv. Josefa na jižní straně má vybledlý obraz Obětování v chrámě se sv. Josefem, Ježíškem a klečící Pannou Marií.
- Další oltářní obrazy a vybavení kostela, popisované ještě v Soupisu památek, byly buď přesunuty na bezpečnější místo (monumentální barokní krucifix byl z presbytáře přemístěn na jižní stěnu kruchty), nebo si je odvezly sestry karmelitky do Drast.

- Náhrobní desky: v presbytáři a v podlaze lodi se dochovalo několik náhrobních desek ze 17.-19. století, pravděpodobně nejstarší z nich před stupněm presbytáře patří Albrechtu Vojtěchovi Libštejnskému z Kolovrat († 1648), místokancléři císařů Ferdinanda II. a Ferdinanda III., rodový erb je vylámán. Další deska bez nápisu patří Filipu Krakovskému z Kolovrat († 1773), nejvyššímu purkrabímu pražskému, a jeho manželce Barboře, rozené Michnové († 1772).[10]. Kostel má dvě krypty, do jižní se pohřbívaly sestry karmelitky, vstup do ní kryje kovová deska.
- Kazatelna má na stříšce barokní sochu sv. Václava.
- Kruchta je vzhledem k malému prostoru kostela neobvykle velká; má plasticky zvlněný barokní ochoz s dřevěnou balustrádou. Na barokní skříni varhan se dochovaly sošky andělů, dva po stranách troubí a jeden nahoře uprostřed bubnuje na tympány. Na stěnách jsou zavěšeny tři raně barokní obrazy z inventáře barnabitů. Nejlépe je z lodi viditelný dějový obraz lupičů na severní stěně: zločinci nejprve čekají na kořist, pak okrádají a zabíjejí pocestného a nakonec se jeden z nich v jeskyni pod horou modlí ke svaté Barboře, patronce odsouzených. Námět tohoto a druhého obrazu čerpá údajně z popisu Václava Hájka z Libočan.[11].  Třetí obraz pochází z hlavního oltáře, představuje Pannu Marii Montserratskou, adorovanou svatými Benediktem, Pavlem a císařem Ferdinandem III. s chotí.
- Na jižní stěně pod kruchtou visí samostatně barokní obraz Evangelista Lukáš maluje Pannu Marii, původně byl nástavcem oltáře.